# 日高常博
日高 常博（ひだか つねひろ、1973年9月25日 - ）は、日本のプランナー、プロデューサー。元お笑い芸人。

## 概略
映像・WEB・平面コンテンツ企画から、広告・新規事業企画立案・ローンチまでの各種業務に幅広く携わるマルチアカウントプランナー、プロデューサー。
流通・商業・金融・官公庁系スタートアッププロジェクトマネジメントに詳しい。

## 経歴・人物
熊本県熊本市出身。熊本大学教育学部附属小学校、熊本大学教育学部附属中学校、熊本県立熊本高等学校、慶應義塾大学経済学部卒業。
大学時代はふかわりょうと同じQ組。寺尾研究会に所属。部活はつちのこ研究会のコアメンバー。
在籍中から、お笑い芸人の道を志すがTBSの居作昌果と出会い、テレビ番組の企画や制作を学ぶ一方で、業界初のテレビ番組初のホームページを立ち上げアンケート回収等も行い、またゲーム会社やレコード会社からWEB広告をとり、番組内で紹介して購入に結びつけるクロスメディアの先駆けを構築する。『ランク王国』時代には、進藤晶子、小倉弘子、広重玲子と3代にわたり担当。街頭インタビューでの独特の声が話題にあがる。
その後、凸版印刷で事業プランナーとして様々な新規事業を立ち上げる。2007年、公募によりゆうちょ銀行新規業務営業準備室課長（グループリーダー）として民営化の一環でリテール部門の強化のために三大新規事業（クレジットカード/変額年金/ローンの立ち上げ）に携わる。2009年に退職し、凸版印刷に復職。
本人曰く、「居作昌果師に怒鳴られまくった毎日の経験、バラエティ番組での破天荒な経験や、一転、一般企業での様々な事業立ち上げ経験、その後、社会に出て真逆（原文ママ）の立場である半公務員になった経験等全てが、自分の成長という方程式において、右肩上がりに延びている実感はあるが、その分一単位分の角度が増えすぎて見えなくなったもの多い。それをこれからは極力拾い上げて行きたい。」と語っている。
また一時期、一般会社員の傍らFM横浜の午後の帯番組『THUNDER STORM』（DJデイブ・フロム）に電話ゲスト出演していたこともある。

## 主な作品・プロジェクト
- ランク王国（TBS）[3]
- ねないで・・・（TBS）[† 2]
- 雛かっぱー（テレビ朝日）[† 3]
- 映像制作業務
- ギフトカード推進事業（凸版印刷）
- クレジットカード事業立ち上げ業務
- ライセンサー業務
- ポイントカード事業立ち上げ業務
- オールメディアを活用した業務最適化コンサルティング業務
- ポイントカード事業立ち上げ業務
- エコポイント事業
- 新規事業立ち上げ業務
- ビジネスモデル策定業務など